# Песья-Деньга
Песья-Деньга (устар. Пёсья Деньга, устар. Пёсь-Еденьга) — река в России, протекает в Тотемском районе Вологодской области. Устье реки находится в 277 км по левому берегу реки Сухоны в черте города Тотьмы. Длина реки составляет 26 км.
Исток находится в болотах в 16 км к северо-западу от Тотьмы. Песья-Деньга течёт на юго-восток. В верхнем и среднем течении населённых пунктов на реке нет, в нижнем течении река протекает через находящиеся неподалёку от Тотьмы деревни Лунево, Останинская, Ивойлово, Молоково, Притыкино, Чоботово (муниципальное образование «Пятовское»). Впадает в Сухону в южной части города Тотьмы.
Крупнейшие притоки — Жаровка и Ковда. Ковда впадает в Песью-Деньгу в черте Тотьмы, в месте впадения стоит Спасо-Суморин монастырь.

## Данные водного реестра
По данным государственного водного реестра России относится к Двинско-Печорскому бассейновому округу, водохозяйственный участок реки — Северная Двина от начала реки до впадения реки Вычегда, без рек Юг и Сухона (от истока до Кубенского гидроузла), речной подбассейн реки — Сухона. Речной бассейн реки — Северная Двина.
Код объекта в государственном водном реестре — 03020100312103000008220.